# Герб Російської імперії
Герб Російської імперії (Державний Герб Російської Імперії) — офіційний державний символ Російської імперії. Існувало три варіанти герба: Великий, також вважався особистим Великим Гербом Імператора; Середній, також є великим гербом Спадкоємця Цесаревича та Великого Князя; Малий, зображення якого містилося на Державних кредитних білетах.

## Опис
Великий Державний Герб Російської імперії (1882) являв собою наступне: «у золотому щиті чорний двоголовий орел, коронований двома імператорськими коронами, над якими така ж, але у великому вигляді, корона, з двома розгорнутими кінцями стрічки Ордена Святого апостола Андрія Первозванного. Державний орел тримає золоті скіпетр та державу. На грудях орла герб московський: в червоному із золотими краями щиті Святий великомученик та переможець Георгій, в срібному озброєнні та лазуревій приволоці (мантії), на срібному, вкритому багряною тканиною з золотою бахромою, коні, вражає золотого, з зеленими крилами, дракона золотим, з восьмиконечним хрестом нагорі, списом. Головний щит (з гербом Державним) увінчаний шоломом Святого Великого Князя Олександра Невського. Намет чорний із золотом. Навколо щита ланцюг ордена Св. Апостола Андрія Первозванного; по боках зображення святих Архангела Михаїла та Архангела Гавриїла. Сень золота, коронована імператорською короною, усіяна російськими орлами та підкладена горностаєм. На ній червоний напис: „Съ Нами Богъ!“ Над покровом є державна хоругва, з восьмиконечним хрестом на держаку. Полотно державної хоругви золоте; на ньому зображений середній державний герб, але без навколишніх дев'яти щитів. Навколо головного щита є інші щити з гербами Царств та Великих Князівств».

## Герби
Головний щит знизу оточують дев'ять щитів, увінчаних належними їм коронами:

### Гербцарства Казанського
«На срібному щиту чорний коронований Зилант; язик, крила та хвіст червоні, дзьоб та кігті золоті…»: Примітка.: Герб увінчаний «шапкою Казанською», подарованою Іваном Грозним хану Єдігеру (у хрещенні царя Симеона). Шапка прикрашена золотими пластинками з червоним та рослинними орнаментами.

### Гербцарства Астраханського
«На лазуревому щиту золота, подібна до королівської, корона, з п'ятьма дугами та зеленою підкладкою; під нею срібний східний меч, із золотим руків'ям, гострим кінцем вправо…»
Примітка: Герб увінчаний «Астраханською шапкою» першого вбрання царя Михайла Федоровича (1627). «Шапка» виготовлена 1627 року в Москві, оброблена фініфтю та дорогоцінним камінням.

### Гербцарства Польського
«На червоному щиті срібний коронований орел із золотими дзьобом та кігтями…»: Прим.: Герб увінчаний короною імператриць Анни Іоанівни та Єлизавети Петрівни (перероблена корона Петра II) з великим рубіном та алмазним хрестом угорі.

### Гербцарства Сибірського
«На горностаевому щиті два чорних соболя, що стоять на задніх лапах та підтримують передніми, однієї — золоту п'ятизубцову корону, другою — червоний лежачий лук і дві хрестоподібно, вістрями вниз, поставлені стріли…»: Прим.: Герб увінчаний алтабасною шапкою третього наряду царя Іоанна Олексійовича, прикрашена золотими запонками.

### Герб царства Херсонеса Таврійського
«У золотому щиті чорний візантійський, увінчаний двома золотими коронами, орел з червоними язиками та золотими дзьобами та кігтями; на грудях у лазуровому, з золотими краями, щиті — золотий восьмиконечний хрест…»: Прим.: Герб увінчаний подібною шапці Мономаха короною Петра I (шапка другого наряду).

### Герб царства Грузинського

«Щит з чотирьох частин, з краєм та малим в середині щитом.
У середньому малому щиті герб Грузії: в золотому полі Св. Великомученик Георгій, в лазуровому озброєнні, із золотим на грудях хрестом, що сидить на чорному коні, покритому кармазином з золотою бахромою, та вражаючий червоним списом зеленого, з чорними крилами та червоними очима та язиком, дракона.
У першій частині — герб Іверії: в червоному щиті срібний скаче кінь, в кутах, верхньому лівому та нижньому правому, срібні зірки з вісьма променями.
У другій частині — герб Картлі: у золотому щиті вогнедишна гора, простромлена хрестоподібно двома чорними стрілами, вістрями вгору.
У третій частині — герб Кабардинских земель: в лазуревім щиті, на двох срібних, хрестоподібно, вістрями вгору, покладених стрілах — малий золотий щит з червоним, зверненим вправо півмісяцем, в трьох перших чвертях срібні шестикутні зірки.
У четвертій частині — герб Вірменії: у золотому щиті червоний коронований лев.
У золотому кінці — герб Черкаських та Горських князів: скаче на чорному коні черкес, в срібному озброєнні, червоному одязі та чорній з хутра приволік, з чорним списом на правому плечі…»: Прим.: Герб увінчаний грузинською короною. корона для царя Грузії Георгія XII була виготовлена в Росії за часів імператора Павла ювелірами П. Е. Теременом і Н. Г. Ліхтеєм та вислана до Грузії 1798 року. 1801 року корона останнього грузинського царя була відправлена в Санкт-Петербург, де увійшла до складу Російських імператорських регалій. Корона мала вісім золотих дуг, зверху держава та хрест з яхонтів та діамантів.

### Сполучені герби великих князівств: Новгородського, Київського та Володимирського

«В щиті, розділеному вилоподібно на три частини.
У першій срібній частині — герб новгородський: два чорні ведмедя, що підтримують крісла золоті, з червоною подушкою, на якій поставлені, хрестоподібно, з правого боку скіпетр, а з лівого хрест, над кріслами золотий трисвічнік з палаючими свічками, в лазуревій околиці щита дві срібні, одна проти іншої, риби…».
У другій лазуревій частині — герб київський: святий архістратиг Михаїл у срібному вбранні та озброєнні, з палючий мечем та срібним щитом.
У третій червені частини — герб володимирський: золотий левиний леопард, в залізній, прикрашеній золотом та кольоровим камінням, короні, що тримає в правій лапі довгий срібний хрест.
Прим.: Герб увінчаний «шапкою Мономаха» — головною короною московських князів допетрівської Русі. переказ свідчить, що цю регалію надіслали імператори Василь та Костянтин великому князю київському Володимиру 988 року. «Шапка» оброблена сканню та соболиним хутром.

### Гербвеликого князівства Фінляндського
"У червоному щиті, золотий коронований лев, що тримає в правій лапі меч прямий, а в лівій — меч вигнутий, на який спирається задній правий лапою (лев), супроводжуваний вісьмома срібними трояндами… "

### Родовий герб Його Імператорської Величності

«Щит розсічений. Вправо — герб роду Романових: в срібному полі червоний гриф, що тримає золоті меч і тарч, увінчаний малим орлом, на чорній облямівці вісім відірваних левових голів, чотири золоті та чотири срібні. Вліво — герб шлезвіг-голштинский: щит з чотирьох частин з особливим внизу краєм та малим в середині щитом. У першій червоні частині — герб норвезький: золотий коронований лев з срібною алебардою, у другій золотій частині — герб шлезвігський: два лазурових леопардових лева, у третій червоній частині — герб голштинський: пересічений малий щит, срібний та червоний, навколо оного срібний, розрізаний на три частини, лист кропиви і три срібних цвяха з кінцями до кутів щита, в четвертій частині — герб стормарнський: срібний лебідь з чорними лапами та золотою на шиї короною, в червоному краю — герб дітмарсенський: золотий з піднятим мечем вершник на срібному коні, покритому чорною тканиною, середній малий щит також розсічений: у правій половині герб ольденбурзький — на золотому полі два червоних із пояса, в лівій — герб дельменгорстский — в блакитному полі золотий, з гострим внизу кінцем хрест. Цей малий щит увінчаний велико-герцогською короною, а весь щит — королевскою.»

## Щити
Над покровом головного щита поміщалися шість щитів.

### Князівства та області Великоросійські
Герби:

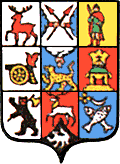

- Нижньогородський: в срібному полі червлений олень.
- Югорский: в срібному полі виходять з лазуревих хмар руки в червоному одязі, що тримають срібні списи.
- Рязанський: в золотому полі стоїть князь з мечем та ножнами.
- Смоленський: в срібному полі гармата чорна на зеленій землі, лафет золотий, на гарматі райський птах.
- Псковий: в блакитному полі йде барс, зверху виходить Божа правиця.
- Тверської: в червоному полі золотий трон, на ньому царська, на зеленій подушці корона.
- Ярославський: в срібному полі чорний ведмідь із золотою алебардою.
- Ростовский: в червоному полі срібний олень із золотим нашийником.
- Білозерський: в блакитному полі дві срібні риби з косою хрест під срібним ж півмісяцем, в главі праворуч золотий хрест з кульками на кінцях.
- Удорський: в чорному полі срібна лисиця з червоними очима та язиком.

### Князівства та області Південно-Західні
Герби:

- Волинський: в червоному полі срібний вольний хрест.
- Подільський: в блакитному полі під срібним хрестом золоте сонце.
- Чернігівський: в срібному полі чорний коронований орел, що тримає в лівій лапі довгий золотий хрест.

### Князівства та області Білоруські та Литовські
Герби

- Литовський: в червоному полі срібний вершник з мечем на срібному коні, покритому трьохконечним червоним килимом із золотою облямівкою, на щиті вершника восьмикутний хрест;
- Білостоцький: щит розсічений, у першому червоному полі виходить срібний орел, у другому золотому полі лазурний вершник з мечем на чорному коні, покритому червленим килимом із золотою облямівкою, на круглому срібному щиті вершника червлений восьмикутний хрест;
- Самогітський: у золотому полі чорний, що стоїть на задніх лапах ведмідь із червоними очима та язиком;
- Полоцький: в срібному полі вершник у чорному озброєнні на чорному коні, покритому червоним килимом із золотою облямівкою, що тримає червоний меч із золотим руків'ям, на срібному щиті вершника восьмикутний хрест;
- Вітебський: в червоному полі срібний вершник з мечем на коні, на круглому щиті вершника восьмикутний хрест;
- Мстиславський: в срібному полі червоний вовк з головою вліво.

Прим.: В описі у вершника на полоцькому гербі щит срібний, а на малюнку-червоний, як у міському гербі. З опису герба Полоцька 1781 року: «… в срібному полі старий герб: на коні воїн, що тримає в правій руці шаблю; на лівій руці надітий червоний щит з подвійним на оном хрестом».

### Області прибалтійські

- герб Естляндський: у золотому полі три лазуревая леопардових лева.
- герб Лифляндский: в червоному полі срібний гриф на чотирьох ногах з крилами та хвостом, в передніх ногах меч, на грудях ім'я Його Імператорської Величності.
- герби Курляндський і Семигальский:: щит з чотирьох частин. У першій та четвертій частинах — герб Курляндський: у срібному полі червоний лев у червоній короні. У другій та третій частинах — герб Семігальський: у лазуровому полі виходить срібний олень, з шістьма відростками на рогах, увінчаний герцогською короною.
- герб Карельський: в червоному полі дві виходять руки в срібних латах, що тримають срібні мечі.

### Північно-східні області

- герб Пермський: в червоному полі білий ведмідь, над ним Євангеліє золоте, а над ним хрест срібний.
- герб Вятський: в золотому полі виходить вправо з лазуревих хмар в червоному одязі рука, що тримає червоний натягнутий лук зі стрілою; в правому кутку червоний з кульками хрест.
- герб Болгарський: в зеленому полі, розділеним білим хрестом, срібний що йде агнець з червоною хоругвою, древко золоте.
- герб Обдорський: в срібному полі чорна лисиця з червоними очима та мовою.
- герб Кондиський: в зеленому полі дика особа з дубовим поясом та вінком, що тримає срібну булаву.

### Туркестан

- У золотому щиті чорний йде єдиноріг з червоними очима, язиком та рогом.

## Галерея гербів Російської імперії

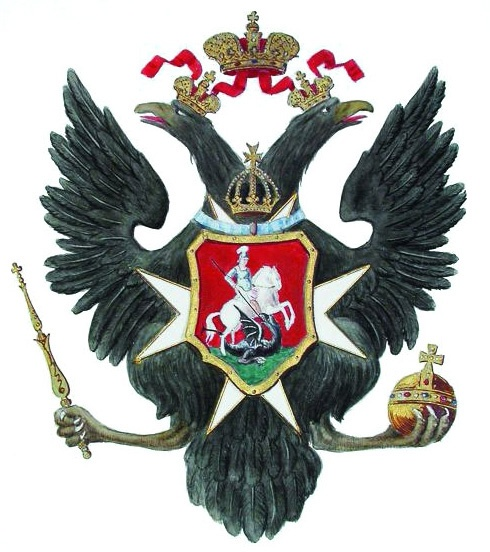
Російський герб, 1799
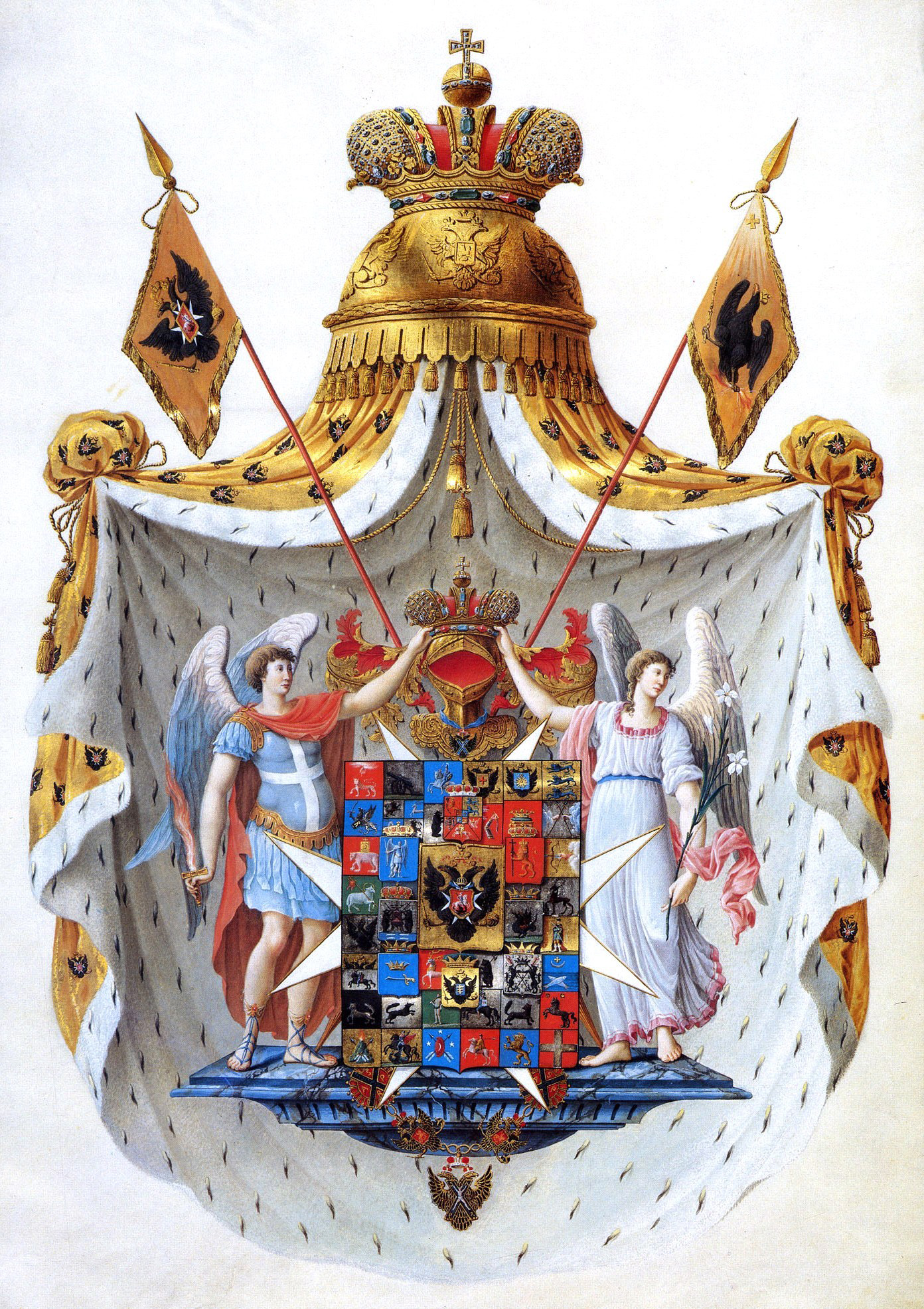
Російський герб за часів імператора Павла I, 1800
Російський герб, I. варіант, 1825
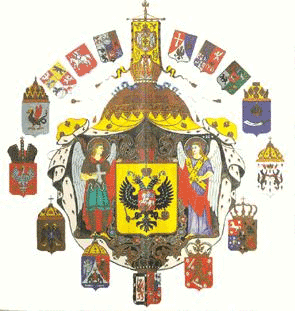
Великий державний герб, 1857[джерело?]
Малий державний герб, 1857[джерело?]
Центральний елемент великого державного герба, 1882

## Оцінка, подальша історія

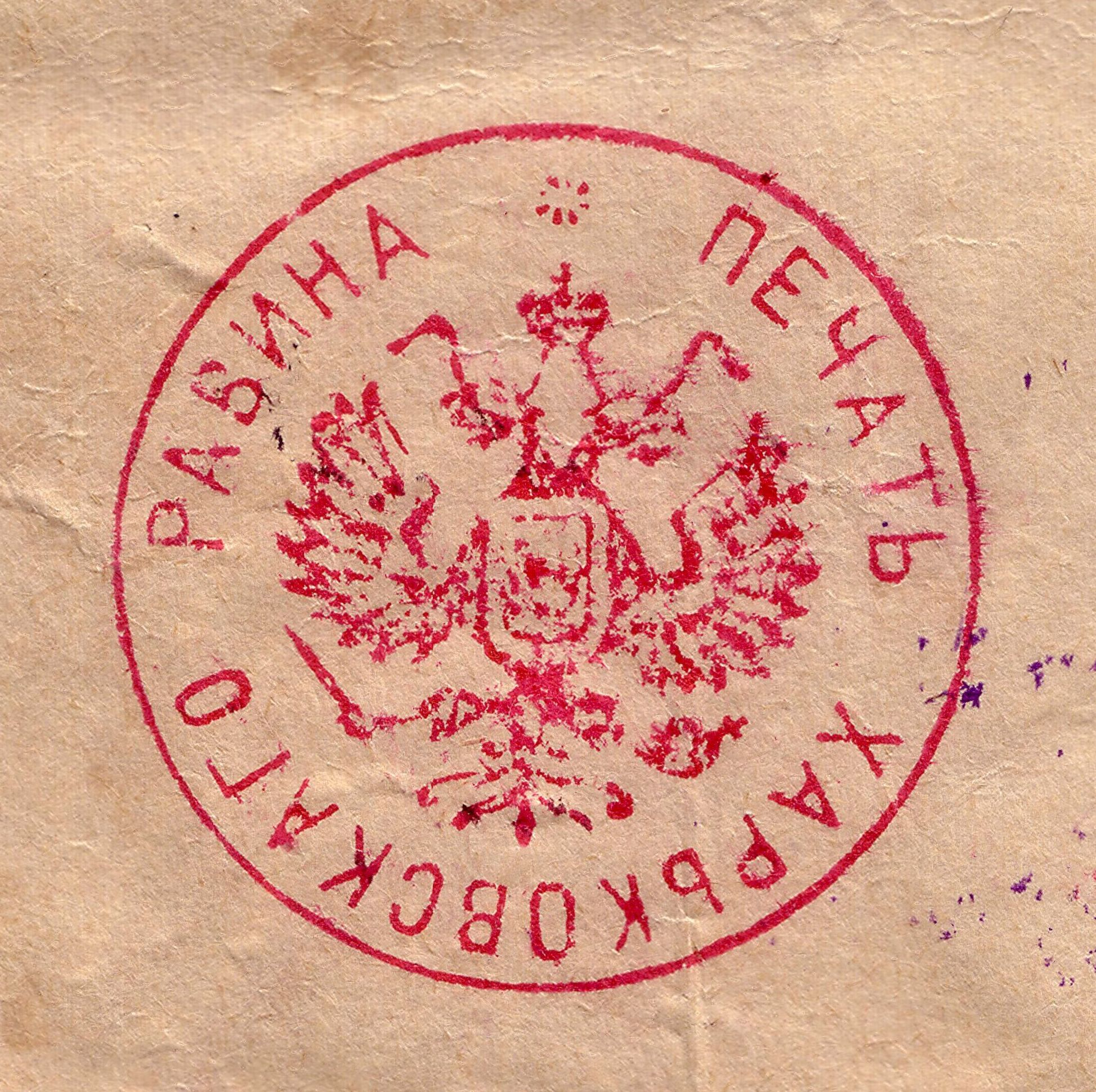
Герб Російської Імперії на друку харківського рабина. 1903

Герб Російської Федерації, що пропонувався в проєкті Конституції РФ

При створенні великого та середнього гербів імперії Б. В. Кене вдалося поєднати наднаціональні традиції оформлення державних гербів з характерним композиційним рішенням, прийнятим для державних печаток Росії ще в XVII ст. Але при всій дотепності загальної схеми вона була втілена з безліччю нісенітниць, насамперед в порядку розташування окремих територіальних гербів. Авторська манера Кене проявилася в ревному, але поверхневому і не завжди адекватному дотриманні правил: московський вершник, всупереч традиції, був розгорнутий геральдично вправо (хоча поворот ліворуч не заборонений, а лише вважається винятком), щит з вершником отримав тонку золоту облямівку, щоб уникнути накладення червоного щита на чорні груди орла (хоча, будучи не фігурою, а окремим щитом, московський герб не повинен був підкорятися «основному правилу») і т. д.
Видозмінений Центральний елемент Великого герба Російської імперії (відрізнявся від історичного варіанту лише відсутністю ланцюга Андріївського ордену) пропонувався Конституційною комісією СНД РФ як герб РФ. У листопаді 1992 року цей проєкт герба отримав попереднє схвалення Верховної Ради РФ. 4 грудня Конституційна комісія рекомендувала З'їзду народних депутатів РФ затвердити цей герб до прийняття нової Конституції РФ, виклавши статтю 180 Конституції РФ 1978 року таким чином:
|  | Стаття 180. Державний герб Російської Федерації — є чорний двоголовий орел в золотому щиті, коронований двома коронами, над якими розташований третя така ж корона в більшому вигляді; державний орел тримає золоті скіпетр та державу; на грудях орла розташована історичний Московський герб. |

Однак З'їзд цю пропозицію не затвердив, оскільки вона не набрала потрібної кількості голосів.